# Artemisia implicata
Artemisia implicata là một loài thực vật có hoa trong họ Cúc. Loài này được Leonova mô tả khoa học đầu tiên năm 1980.